# Arkadiusz Badziński
Arkadiusz Marek Badziński (ur. 20 grudnia 1978 w Inowrocławiu) – polski leksykograf, anglista, doktor nauk o zdrowiu, adiunkt Uniwersytetu Śląskiego, tłumacz przysięgły pisemny, symultaniczny oraz konsekutywny języka angielskiego, specjalista w zakresie przekładu medycznego, farmaceutycznego oraz prawno–ekonomicznego.

## Życiorys
Ukończył studia na Wydziale Filologicznym Uniwersytetu Śląskiego (2002). Doktoryzował się w 2017 roku na Śląskim Uniwersytecie Medycznym w Katowicach na podstawie pracy pt. Angielskie kolokacje medyczne w specjalistycznych tłumaczeniach medycznych.
Od 2003 roku związany z macierzystym Uniwersytetem Śląskim, na którym prowadzi seminaria, zajęcia z tłumaczeń ustnych oraz pisemnych.
Jest autorem publikacji dedykowanych przekładoznawstwu medycznemu oraz dydaktyce języka medycznego; a także współautorem artykułów z nauk medycznych (m.in. z kardiologii, neurologii), czy humanistycznych (filologii, psychologii). W swoim dorobku ma przekład szeregu książek medycznych oraz blisko tysiąca artykułów medycznych, m.in. do czasopism takich jak: „PlosOne”, „Stroke”, „Circulation”, „Gland Surgery", czy „American Journal of Cardiology”.
Dokonał również tłumaczenia sześciu poradników wydanych przez Sekretariat Rady Państw Morza Bałtyckiego dotyczących m.in. wdrażania Konwencji o Prawach Dziecka (projekt we współpracy z Rzecznikiem Praw Dziecka oraz Ministerstwami Zdrowia i Spraw Społecznych Finlandii, Szwecji, Łotwy i Estonii), a także przekładu inwentarzy z zakresu psychologii oraz walidacji tłumaczeń kwestionariuszy.
Specjalizuje się w zakresie medycznego dyskursu, rejestru, technolektu, idiolektu, żargonu medycznego, kohezji i koherencji tekstów medycznych, mianownictwa oraz akronimów specjalistyczno–zależnych.
Jako pierwszy w Polsce połączył doświadczenie językoznawcze z doświadczeniem z nauk medycznych (był pierwszym magistrem filologii angielskiej, który otrzymał tytuł naukowy doktora nauk o zdrowiu po obronie interdyscyplinarnego doktoratu w dziedzinie nauki o zdrowiu. Jako pierwszy w Polsce wydał słowniki medyczne dedykowane wyłącznie kolokacjom.
Członek nadzwyczajny Polskiego Towarzystwa Tłumaczy Przysięgłych i Specjalistycznych (TEPIS) oraz Międzynarodowego Stowarzyszenia Tłumaczy Medycznych (IMIA). Recenzent naukowy „Rocznika Przekładoznawczego”.

## Publikacje
Jest autorem słowników specjalistycznych oraz monografii:
- Arkadiusz Badziński: Słownik czasowników frazowych. Gliwice: Wydawnictwo DenWik, 2003, ISBN 83-919705-0-7
- Arkadiusz Badziński: Medyczny słownik kolokacji. Warszawa: Wydawnictwo MediPage, 2011, ISBN 978-83-61104-51-3
- Arkadiusz Badziński, Alicja Grzanka, Romuald Wojnicz, Kolokacje medyczne do tłumaczeń wysokospecjalistycznych, Wydawnictwo Śląski Uniwersytet Medyczny, 2020, ISBN 978-83-7509-377-3